# Phacelia barnebyana
Phacelia barnebyana är en strävbladig växtart som beskrevs av Howell. Phacelia barnebyana ingår i Faceliasläktet som ingår i familjen strävbladiga växter. Inga underarter finns listade i Catalogue of Life.